# Alliancelles
Alliancelles település Franciaországban, Marne megyében. Lakosainak száma 151 fő (2022. január 1.). Alliancelles Bettancourt-la-Longue, Heiltz-le-Maurupt, Sermaize-les-Bains, Rancourt-sur-Ornain, Remennecourt és Villers-le-Sec községekkel határos.

## Népesség
A település népességének változása:
| Lakosok száma | 179  | 126  | 142  | 145  | 144  | 139  | 142  | 147  | 148  | 151  |
|               | 1968 | 1982 | 1990 | 2006 | 2013 | 2015 | 2017 | 2019 | 2020 | 2022 |